# Shizi, Chongqing
Shizi (kinesiska: 石子) är en socken i sydvästra Kina. Den ligger i Zhong härad i storstadsområdet Chongqing, omkring 150 kilometer nordost om det centrala stadsdistriktet Yuzhong. Antalet invånare är 5 773. Befolkningen består av 2 772 kvinnor och 3 001 män. Barn under 15 år utgör 20,0 %, vuxna 15-64 år 66 %, och äldre över 65 år 12,0 %.